# Nil (dopływ Przyrwy)
Nil – nazwa górnego odcinka rzeki Przyrwa (długość 13 km, szerokość nieco ponad 2 m), przepływającej przez miasto Kolbuszowa i pobliskie miejscowości Brzezówka, Kolbuszowa Dolna, Świerczów w województwie podkarpackim. 
Rzeka przepływa w bliskim sąsiedztwie Muzeum Kultury Ludowej, gdzie jest jedną z atrakcji turystycznych tego miejsca. Dalej po połączeniu z rzeką Świerczówką tworzą wspólnie rzekę Przyrwę, ta zaś na wysokości miejscowości Wilcza Wola uchodzi do rzeki Łęg, która stanowi prawostronny dopływ rzeki Wisły.